# Dynasty Warriors 4
Dynasty Warriors 4 (яп. 真・三國無双3 син сангоку мусо: 3) — видеоигра из серии Dynasty Warriors от Koei и Omega Force, в жанре hack and slash. Релиз состоялся в Марте 2003 для PS2, позже в Сентябре для Xbox. В 2005 состоялся порт для PC под названием Dynasty Warriors 4 Hyper. Также вышли две версии с названиями «Xtreme Legends» (в конце 2003 в Японии и в начале 2004 в Америке и Европе) и «Empires» (в конце 2004), как эксклюзивы Playstation 2.

## Игровой процесс
Dynasty Warriors 4 расширяет возможности предшественника за счёт добавления новых персонажей, новых режимов игры и совершенно нового режима «Edit Mode». Вместо строгого следования поведенческому шаблону офицеры, управляемые компьютером, будут реагировать на различные события, происходящие на игровом поле боя, и менять дислокацию, атаковать противника либо отступать, исходя из этого.
Цель большинства этапов в Dynasty Warriors 4 — победить вражеского командира. Игрок должен проделать свой путь через уровень, победив офицеров врага и рядовых солдат, при этом пытаясь сохранить жизнь своему командиру. На некоторых уровнях присутствуют второстепенные задачи, выполнение которых либо облегчит прохождение уровня, либо даст бонусы в последующих. Каждый игровой персонаж имеет своё собственное уникальное оружие и индивидуальные сверх способности. В каждом уровне на каждой из сторон может находиться более тысячи солдат. В игре используется довольно простая система комбо атак, так что игроки могут совершать цепь атак, нанося максимально возможное повреждение врагу, максимум комбо составляет 10. А новый дизайн персонажей и появление новых атак приносит ещё больше удовольствия.
Начальные офицеры, которых можно выбрать, включают Лю Бэя, Чжан Фэя и Гуань Юй в Королевстве Шу; Сяхоу Дуня, Сяхоу Юаня и Цао Цао в Королевстве Вэй, и Сунь Шансян, Хуан Гая и Сунь Цзяня для Королевства Ву. Вполне возможно, чтобы разблокировать новых персонажей из других королевств, а также использовать плеер созданного персонажа в любой из кампаний. 'Edit Mode' новые позволяет игрокам создавать офицер из множества различных функций, движений, и оружие. Символы позиции и движения зависят от их пола и оружие игрок выбрал их носить и использовать. Движений для оружия взяты из уже существующих сотрудников, а также из двух символов удалены из Warriors Dynasty 4, которые были в Dynasty Warriors 3: Fu Xi и Nu Wa. Некоторые персонажи открываются, благодаря выполнению дополнительных побочных целей. Максимальное количество персонажей составляет 42, 46 с созданными персонажами.
Каждый игровой персонаж в игре имеет кучу возможностей. Оружия в игре, в отличие от своих предшественников, накопленного в уровнях. Некоторые предметы можно найти только в определённых уровнях, и получаются лишь при завершении цели. Иногда цели могут быть очень простыми, но некоторые могут быть настолько сложными, что надо выяснить, как совершить определённое действие. Разгромив генералов и лейтенантов, персонаж игрока награждается опытом. Этот опыт суммируется в конце уровня и позволяет игроку увеличить или получить же получить новые атрибуты. Вещи могут дать ряд преимуществ игроку, такие как увеличение силы атаки, обороны, скорости передвижения. Вы также можете восстановить свой уровень здоровья, чтобы избежать смерти: «Game Over», получив «Chinese Meatbuns» — оно выглядит как обычный лук. Вы также можете получить товар импульс, что увеличивает определённый навык на 2. Вы также можете получить пакеты с вином и пакеты Chinese Meatbuns в определённых уровнях, в определённых местах во время игры. Как было сказано выше, специальные Вещи также могут быть разблокированы при выполнении целей во время игры. Специальные Вещи будут предоставлять игроку, наряду с повышением тех или иных способностей, уникальнейшие способности и умения. Например, одна из специальных Вещей в игре позволит персонажу игрока сесть на коня или слона.
«Musou Mode», основная кампания, имеет отдельные кампании для каждого царства, а не отдельные истории для каждого персонажа, как было в Dynasty Warriors 3. Таким образом, Musou Mode предоставляет игроку легче разблокировать его любимых персонажей. В то время как основная сюжетная линия идёт своим чередом, «Musou Mode» является довольно открытым в том смысле, что всё зависит от действий игрока: могут происходить различные мероприятия, в ходе которых можно открыть новых персонажей для использования или новые царства. Открываемые царства в игре включать Ву, Шу и Вэй королевств, и открываемые персонажи представляют собой командиров, которые были разбиты в книге. Если кто не знает, то вся игры серии основаны на Романе «Троецарствие».
В игре функции включают в себя большое поле боя, большое количество врагов и офицеров, чтобы победить, и несколько результатов на каждом этапе. Некоторые уровни могут использовать осадные орудия (новая функция в серии), они вводят в игру специальные оборудования осады, такие как мост, тараны и катапульты. Хотя это не является необходимым для завершения этапов, но то, что в вашей армии будут осадные орудия, это увеличит мораль сил, и помочь игроку выиграть.
Моральная система в игре похожа на предыдущие игры серии: мораль увеличивается и уменьшается, выполняя ряд позитивных(иногда и негативных) действий для армии игрока. Действия, которые отвечают за уменьшение и увеличение морали, включают в себя победу вражеских офицеров, завершения специальных миссий, такие как засады, осады нападений, и найти опорные пункты противника. Мораль в игре оказывает сильное влияние как на вражеские силы, так и на союзнические, мораль определяет их силу и скорость. Мораль также влиять на желание персонажей идти вперёд в бой.
Иногда, когда игрок сталкивается с вражеским офицером, офицер может вызвать тебя на поединок один-на-один. Если игрок принимает, что они будут доставлены в небольшую арену, где состоится бой один-на-один с офицером, пока кто-нибудь не победит или время не иссякнет. Если игрок проигрывает, моральный дух упадёт. Если игрок выигрывает, моральный дух армии будет расти, а вражеский офицер обязан будет покинуть поле боя.
Также в игре есть так-называемый Edit Mode, где игрок может создать любого персонажа на свой вкус, выбрав имя, оружие и основной цвет.

## Персонажи
Всего 42 в 6 «сюжетах», + «Nu Wa» и «Fu Xi» виды боевых схем в Edit Mode.

Новые персонажи серии — *
| Shu         | Wei         | Wu              | Other      |
| ----------- | ----------- | --------------- | ---------- |
| Guan Yu     | Cao Cao     | Da Qiao         | Diao Chan  |
| Huang Zhong | Cao Ren*    | Gan Ning        | Dong Zhuo  |
| Jiang Wei   | Dian Wei    | Huang Gai       | Lu Bu      |
| Liu Bei     | Sima Yi     | Lü Meng         | Meng Huo   |
| Ma Chao     | Xiahou Dun  | Lu Xun          | Yuan Shao  |
| Pang Tong   | Xiahou Yuan | Sun Ce          | Zhang Jiao |
| Wei Yan     | Xu Huang    | Sun Jian        | Zhu Rong   |
| Yue Ying*   | Xu Zhu      | Sun Quan        |            |
| Zhang Fei   | Zhang He    | Sun Shang Xiang |            |
| Zhao Yun    | Zhang Liao  | Taishi Ci       |            |
| Zhuge Liang | Zhen Ji     | Xiao Qiao       |            |
|             |             | Zhou Tai*       |            |
|             |             | Zhou Yu         |            |

Всего 42 персонажей в 6 «сюжетах», + «Nu Wa» и «Fu Xi», которые представлены в виде боевых схем в Edit Mode, но самих этих персонажей в игре нет.

## Версии и расширения
Dynasty Warriors 4 имеет два расширения и одно переиздание. Первое — это Dynasty Warriors 4 Xtreme Legends: были добавлены новые варианты геймплея и новые режимы. Вторая — Dynasty Warriors 4 Empires — добавили к геймпелю стратегический план. Переизданием является Dynasty Warriors 4 Hyper (真·三国无双3 Shin Sangokumusou 3 Hyper в Японии). Hyper является портом Dynasty Warriors 4 для Windows.

### Dynasty Warriors 4: Xtreme Legends
| Сводный рейтинг | Сводный рейтинг |
| Агрегатор       | Оценка          |
| --------------- | --------------- |
| GameRankings    | 69,73 %         |

Dynasty Warriors 4: Xtreme Legends (真·三国无双3猛将 Shin Sangokumusou 3 Moushouden) является первым расширением. DW4XL, как это иногда пишут сокращённо, несколько улучшился в плане погодных условий и в плане графики. Главной загвоздкой является то, что нужен оригинальный диск с DW4, например, для того, чтобы играть в «Musou Mode».
Издание добавляет новые уровни сложности («Начинающий (Beginner)» и «Хаос (Chaos)») и новые режимы игры («Arena Challenge», «Xtreme Mode» и «Legends Mode»). В «Arena Challange» игрок может сражаться в поединках один-на-один с различными противниками, где один будет вознаграждён, если победит. С помощью «Xtreme Mode» вы увидите насколько долго вы сможете продержаться и увидеть как долго вы можете производить комбо. «Legend Mode» позволяет вам вести историю одного из персонажей игры Dynasty Warriors. В связи с большим акцентом на систему дуэлей в этом расширении, это издание больше походит на индивидуальную игру отдельную от оригинальной Dynasty Warriors 4.

### Dynasty Warriors 4: Empires
| Сводный рейтинг | Сводный рейтинг |
| Агрегатор       | Оценка          |
| --------------- | --------------- |
| GameRankings    | 70,94 %         |

Dynasty Warriors 4: Empires (真·三国无双3) является вторым расширением Dynasty Warriors 4. В игру добавлен новый стратегический режим под названием «Empires Mode», который основан на Романе «Троецарствие». Однако, геймплей остался такой же как и в оригинале — Dynasty Warriors 4. Основная цель в режиме Империи — завоевать весь Китай.
В «Empires Mode», игрок может выбрать правителя для своих сил, наряду с двумя основными генералами. Также за поддержку можно выбрать трёх лейтенантов. В бою победа обеспечивается за счёт снижения боевого духа врага. Если в конце боя, игрок побеждает, то можно нанять пленных офицеров или, наоборот, освободить их. Перед каждой битвой, игроку даётся выбор в плане «политической тактики» — увеличение или уменьшение срока сражений или предотвращения вражеских подкреплений. Игрок может также создавать союзы с другими правителями; эти союзы могут изменить ход игры, например, требование подкреплений от союзных сил против противостоящих сил. Тем не менее, эти союзы создаются только на определённый промежуток времени.

### Dynasty Warriors 4: Hyper
В PC-версии игры появились несколько эксклюзивных функций, такие как улучшенная графика, больше войск на экране, увеличенный шанс ничьи, а также улучшение AI врагов. Однако, переиздание не содержит дополнительного контента из Dynasty Warriors 4: Xtreme Legends. В России данная версия вышла лишь в 2009 году (в то время, как в других странах она вышла в 2005 году) и официально издавалась компанией «Новый Диск» в двух изданиях: оригинальная английская версия и версия с текстовым переводом на русский язык.

## Оценки
| Сводный рейтинг | Сводный рейтинг | Сводный рейтинг |
| Издание         | Оценка          | Оценка          |
| Издание         | PS2             | Xbox            |
| --------------- | --------------- | --------------- |
| GameRankings    | 78,70 %         | 75,13 %         |